# 苗雅宁
苗雅宁（2000年12月14日—），中国男演员，為影视童星。代表作為《新西游记》饰红孩儿、《自古英雄出少年》饰丁小及《跑出一片天》饰李小天。

## 影视作品

### 電視劇
- 2009年
  - 万卷楼 饰演：门鼻儿
- 2010年
  - 天师钟馗 饰演：小甜
  - 三国 饰演：司马炎
  - 新一剪梅 饰演：小赵时俊
  - 孔子春秋 饰演：小季孙斯
- 2011年
  - 楚留香新传 饰演：小楚留香
  - 西游记 饰演：红孩儿
  - 老爸的筒子楼 饰演：小龙
  - 大汉口（江城风云） 饰演：陆修远（童年）
  - 流泪的新娘 饰演：陆伟
- 2012年
  - 别无选择 饰演：小齐天白
  - 自古英雄出少年 饰演：丁小
  - 丑角爸爸 饰演：小鹏
  - 精忠岳飞 饰演：小宝
- 2013年
  - 茶颂 饰演：小王子温萨
- 2016年
  - 爱人的谎言 饰演：魏小宝

### 電影
- 2011年
  - 跑出一片天 饰演：李小天（男一）
- 2012年
  - 死了都要爱 饰演：小张向阳
  - 风过菜花黄 饰演：小三少爷
  - Monster 饰演：小豪军

## 广告作品
- 《好丽友》好人有好派

## 外部連結
- 苗雅宁的新浪微博